# Гроф Монте Кристо (филм из 1918)
Гроф Монте Кристо (фр. Le comte de Monte Cristo) је француски неми авантуристички филм из 1918. године, режисера Анрија Пуктала, заснован на истоименом роману Александра Диме, у коме насловну улогу тумачи Леон Мато. Филм је објављен у петнаест епизода у периоду од 11. јануара до 15. марта 1918. године.

## Епизоде
1. „Едмонд Дантес”
2. „Државни затвореник”
3. „Опат Фарија”
4. „Тајна Монте Криста”
5. „Злочин у гостионици”
6. „Вендета”
7. „Филантроп”
8. „Пећине Монте Криста”
9. „Освајање Париза”
10. „Хајдејина прича”
11. „Хајдејина освета”
12. „Дан обрачуна”
13. „Последњи Кадрусови подухвати”
14. „Вилфорова казна”
15. „Дантесов тријумф”

## Улоге
| Глумац          | Улога                               |
| --------------- | ----------------------------------- |
| Леон Мато       | Едмонд Дантес, гроф од Монте Криста |
| Александар Кола | барон Данглар                       |
| Албер Мајер     | Вилфор                              |
| Жан Гара        | Фернанд Мондего, гроф од Морсерфа   |
| Нели Кормон     | Мерседес, грофица од Морсерфа       |
| Жилбер Далу     | Кадрус                              |
| Мадам Мофроа    | Карконта                            |
| Жозеф Бул       | Ноартје де Вилфор                   |
| Симона Дамори   | бароница Данглар                    |
| Марк Жерар      | опат Фарија                         |
| Мадлен Лирис    | Хајдеја                             |
| Миреј Пилшар    | госпођица Данглар                   |
| Жак Робер       | Албер де Морсерф                    |
| Макс Шарлије    | Наполеон Бонапарта                  |